# ジョージ・ウェルドン
ジョージ・ウェルドン（英語: George Weldon, 1906年6月5日チチェスター - 1963年8月16日ケープタウン）は、イギリスの指揮者。

## 経歴
ウェスト・サセックス州チチェスターに生まれ、ロンドンの王立音楽院でマルコム・サージェントに指揮法を師事した。1943年から1951年までバーミンガム市交響楽団の首席指揮者を務めた後、ジョン・バルビローリに請われてハレ管弦楽団の補助指揮者となった。1955年から翌年にかけては、サドラーズ・ウェルズ・オペラの指揮者も務めていた。1963年に南アフリカ共和国のケープタウンで客死。